# 川村和弘
川村 和弘（かわむら かずひろ）は、日本の実業家。カルピス株式会社代表取締役社長。

## 人物・経歴
東京都出身。1982年東京水産大学（現東京海洋大学）水産学部食品生産学科卒業。1983年カルピス食品工業入社。アサヒ飲料執行役員明石工場長を経て、2019年からカルピス代表取締役社長を務めた。